# Friedrich-Wilhelm Buschhausen
Friedrich-Wilhelm Buschhausen (11 de dezembro de 1908 - 1 de outubro de 2004) foi um oficial alemão que serviu durante a Segunda Guerra Mundial. Foi condecorado com a Cruz de Cavaleiro da Cruz de Ferro.

## Carreira

### Patentes
Major

### Condecorações
| Cruz de Ferro 2ª Classe                               |
| Cruz de Ferro 1ª Classe                               |
| Cruz de Cavaleiro da Cruz de Ferro 10 de maio de 1943 |